# Aniago
Aniago es un despoblado español situado en el término municipal de Villanueva de Duero, en la provincia de Valladolid, comunidad autónoma de Castilla y León.

## Geografía
Ubicación
Aniago está situado en la zona central de la provincia de Valladolid. Su territorio está representado en las hojas MTN50 (escala 1:50 000) 371 y 372 del Mapa Topográfico Nacional.
| Noroeste: Ventas de Geria    | Norte: Pesqueruela       | Noreste: Pesqueruela        |
| Oeste: Villamarciel          |                          | Este: Urb. Los Doctrinos    |
| Suroeste Villanueva de Duero | Sur: Villanueva de Duero | Sureste: Urb. Los Doctrinos |

Orografía y paisaje
Aniago se localiza en la zona central de la Cuenca del Duero, en concreto en la zona donde este recibe las aguas del Pisuerga y del Adaja, siendo característico el relieve en graderío debido al sistema de terrazas fluviales. Se sitúa junto a la desembocadura del Adaja en el Duero, a unos 680 m s. n. m., en un área de relieve predominantemente llano. Los depósitos de su entorno, del período Cuaternario, presentan principalmente cantos, gravas, limos y un manto eólico de arenas de cuarzo. Dichas gravas y arenas son explotadas localmente para hormigones. La vegetación no es abundante, reduciéndose a la típica de ribera a orillas de los ríos y algunos enclaves de pinos, ya que la mayor parte del terreno se dedica a cultivos de regadío y de secano.

## Historia
A principios del siglo XIV era un pueblecito con un término extenso perteneciente a Valladolid, partido judicial de Medina del Campo y jurisdicción en Villanueva de Duero. Como propietario, el Ayuntamiento lo vendió el 7 de noviembre de 1365 a la reina Juana Manuel, mujer de Enrique II. En 1376 la reina lo vendió a su vez a fray Pedro Fernández Pecharromán, fundador de la Orden de San Jerónimo, que por entonces era prior del monasterio de Santa María de Sisla en las inmediaciones de Toledo. El deseo de la reina era que se crease un monasterio jerónimo con la regla de san Agustín.
En 1409 ya no existía el convento; el lugar de Aniago y todo su término pasó de nuevo a ser propiedad de la ciudad de Valladolid; por entonces tenía una producción de 600 maravedíes anuales. El 26 de enero de ese mismo año, la ciudad recibió por orden del rey el mandato de vender el «lugar y jurisdicción de Aniago con todos los pastos por 2000 maravedíes de juro de heredad perpetua» al obispo de Segovia, Juan Vázquez de Cepeda, para que fundase un monasterio dedicado a hospital (hospedería), con capellanes mozárabes. Así fue como en 1417 se puso en marcha dicho hospicio con un oratorio en que se celebrarían las funciones litúrgicas con el rito mozárabe que hasta la fecha solo se celebraba en la capilla mozárabe de la catedral de Toledo.

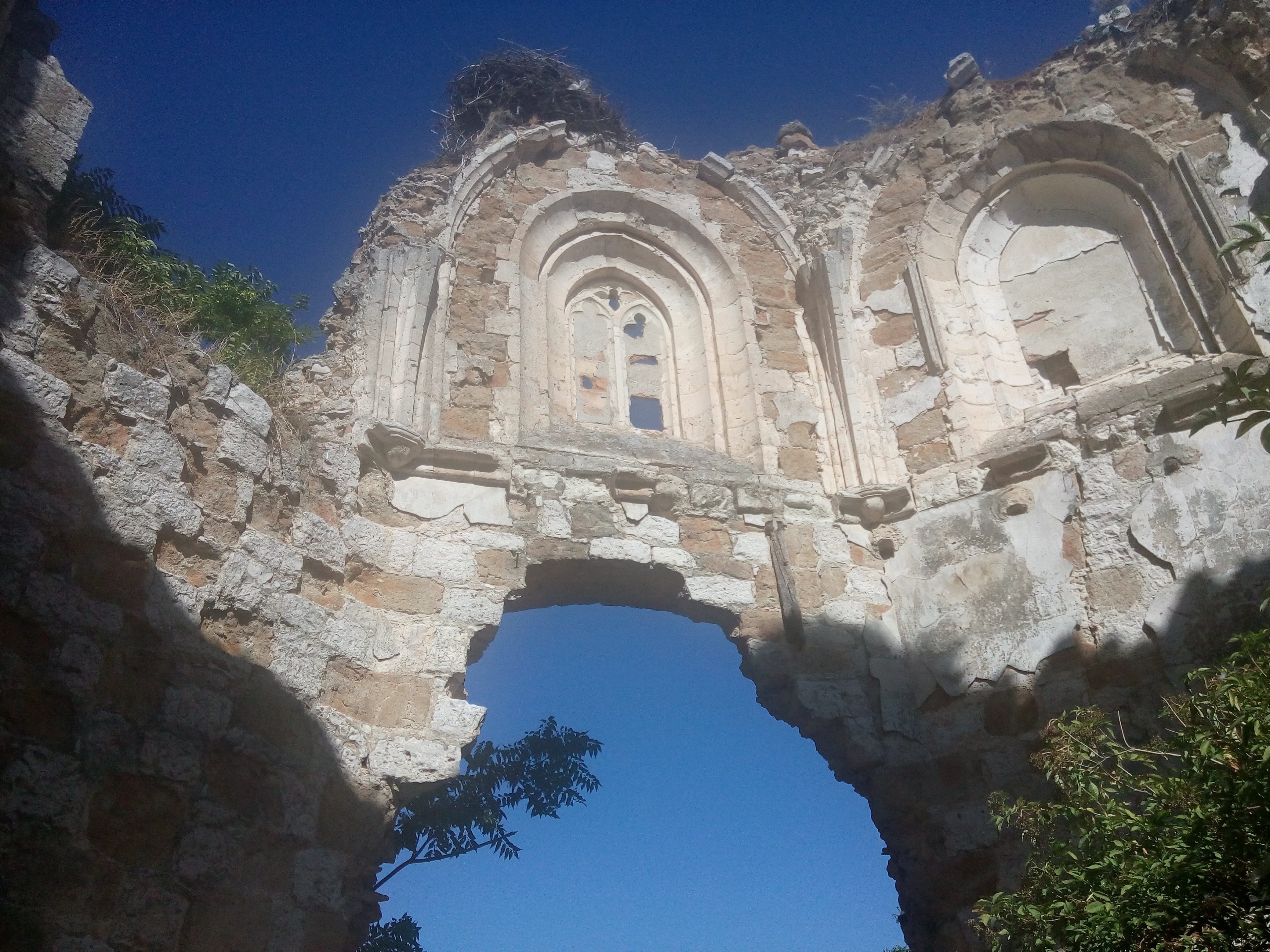
Restos en equilibrio de la capilla mayor del convento cartujo

Pero en 1436, un año antes de su muerte, otorgó testamento a favor de la reina María de Aragón, esposa de Juan II, nombrándola su patrona, y esta a su vez donó la villa de Aniago a los monjes cartujos, con la ayuda de una renta para veinticuatro monjes y sus sirvientes. En 1441 se fundó el monasterio bajo su tutela y sobrevivió a lo largo de los siglos hasta su supresión en 1836 debido a la desamortización del siglo XIX.
El Censo de la Corona de Castilla, creado en 1591, incluye el lugar de Aniago como perteneciente a la Tierra de Olmedo y lo describe como «monasterio de frailes cartujos que se llama Aniago, en que hay 18 frailes». En años posteriores lo denominan como «despoblado» aun cuando esta palabra no indique en ese momento desolación y falta de vecinos.

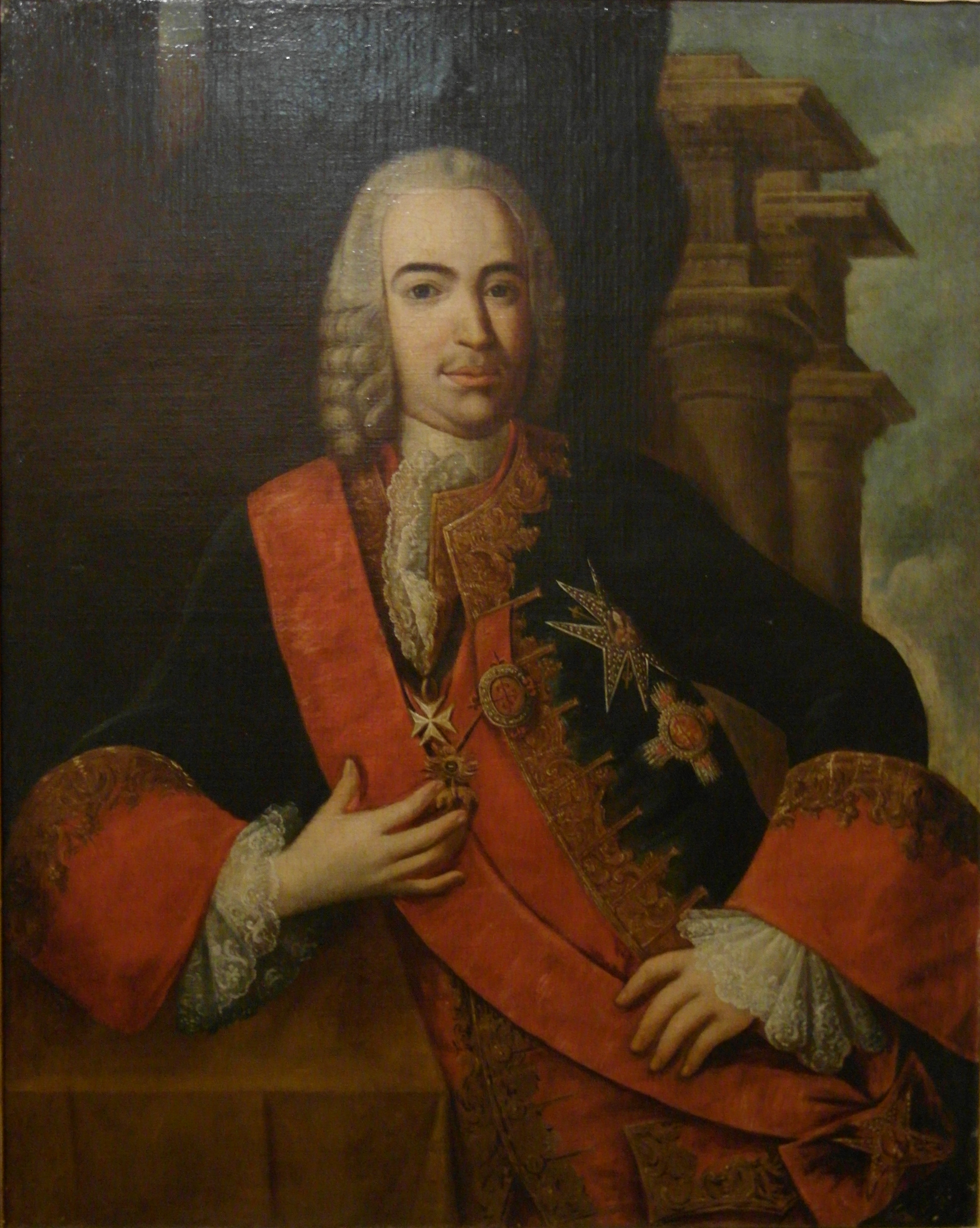
Marqués de la Ensenada.

El Catastro de Ensenada contenía las cuarenta preguntas establecidas con la obligación, por parte de los justicias y demás personas designadas por los intendentes de cada pueblo, de responder bajo juramento. Estas respuestas generales constituyen un documento histórico muy importante para los historiadores pues a través de su estudio puede conocerse el estado y situación de cada pueblo, en este caso de Aniago, a mediados del siglo XVIII. Según consta, denomina el lugar como «despoblado de la Villa de Aniago, perteneciente al Real Monasterio de Nuestra Señora de Aniago». Sigue después las declaraciones sobre su extensión y límites geográficos, los recursos agrícolas, el arbolado, la calidad de la tierra, etc. Hay respuestas sobre los derechos, sobre los impuestos, sobre el ganado: bueyes, mulas, yeguas, pollinos, un pollino y caballo de puesto, ganado lanar y cabrío. 
A la pregunta sobre «si hay en el pueblo tenderos de paño, de oro, plata, seda, lienzos, especias, médicos, cirujanos, boticarios, arrieros, escribanos...» se contesta que hay una botica que es pertenencia del monasterio para curación de enfermos del lugar y otros pueblos, con un mancebo llamado Juan. La pregunta 33 es sobre los posibles oficios a lo que se responde que el monasterio cuenta con un sastre, un herrero, un criado labrador, trece mozos de labranza, un mozo de huerta, dos mozos panaderos, dos mozos en la cocina de la comunidad y otros dos en la cocina de los criados, un barquero, un mozo pescador, un guarda del pinar, un guarda del ganado mayor, tres pastores mayorales, tres zagales, tres rabadanes y un mozo portero. Cada uno de estos oficios está acompañado con la información del sueldo que recibían en aquel momento.
El censo de Floridablanca de 1787 incluye también el lugar de Aniago en la categoría de «despoblado» al mismo tiempo que desglosa a sus habitantes en «varones (37), mujeres (8), solteros (23), casados (9), viudos (3), niños, etc.». La comunidad religiosa queda también desglosada por la categoría del individuo y se da un total entre religiosos y criados de 60 personas. Los datos de las viviendas son «viviendas familiares (45); colectivas (1) de monjes».
Sebastián Miñano, en su Diccionario geográfico y estadístico de España y Portugal (1826-1829), menciona Aniago como monasterio en la provincia de Valladolid y partido de Olmedo y lo describe cercado de bosques y monte pinar. El diccionario geográfico de Madoz, de mediados del siglo XIX, da bastante información sobre lo que fue este poblado. Sitúa el término en medio de inmensos arenales pero también con manchas de monte bajo, pinares y buenos pastos. En las orillas del cercano Duero es donde más arbolado se ve. Dice que tiene abundante caza menor de toda especie y que el lugar es saludable. Estaba poblado por colonos que trabajaban las tierras del entorno. Su historia como localidad está ligada a la historia de los distintos asentamientos de comunidades religiosas a partir del primer tercio del siglo XII y sobre todo a la historia del convento cartujo que se instaló allí en 1441.
En el censo de 1950 se señala a Aniago como «caserío anejo a Villanueva de Duero, distancia 4,0, altitud 694. Población de derecho: 50. De hecho: 50. Edificaciones destinadas a vivienda: 10. Otras construcciones: 20». En el Nomenclátor provincial de 1983 se dice: «Pueblo: Aniago; municipio: Villanueva de Duero; provincia: Valladolid». En el Instituto Nacional de Estadística consta Aniago como poblado, con los siguientes habitantes a principios del siglo XXI:
- 2000: un varón
- 2001: dos varones y una mujer
- 2002: un varón y una mujer
- 2003: un varón y una mujer
- 2004: un varón y una mujer

En el primer tercio del siglo XIX, al tiempo que se desamortizó el convento, se despobló prácticamente el lugar. En 1889 cuando lo visitó Juan Ortega Rubio era ya despoblado lleno de ruinas. Después de muchos años unos nuevos propietarios convirtieron el espacio en granja agrícola sembrando el coto redondo de cereal y hortalizas, variedades diversas que nunca soñaron los monjes, regadas con aguas del Duero gracias a sistemas de riego de moderna tecnología. El interior de la antigua cerca donde se encontraban los edificios monásticos y las viviendas de los colonos lugareños está prácticamente en ruinas. Tan solo se han aprovechado algunos como refugio de ganado y maquinaria.
En 2015, Aniago es un lugar despoblado de habitantes que encierra las ruinas del pasado. Todavía lo envuelve la antigua tapia. En una parcela considerable hay actividad agrícola, maquinaria y gente que dirige y trabaja la granja pero que no vive en el sitio. Los campos del entorno están sembrados de cereal y otros productos. Del antiguo monasterio solo quedan ruinas.

Detalles del despoblado
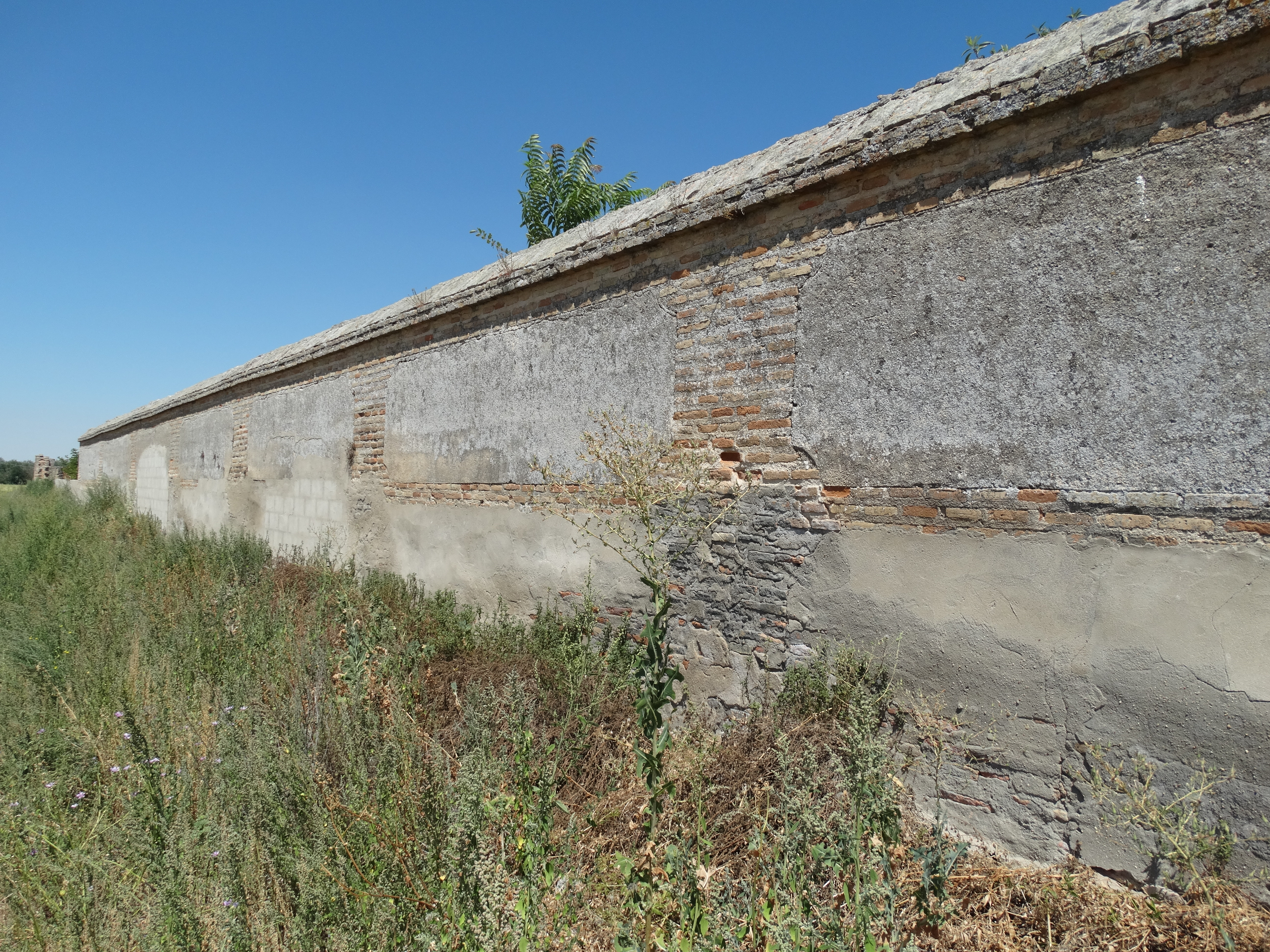
Tapia antigua
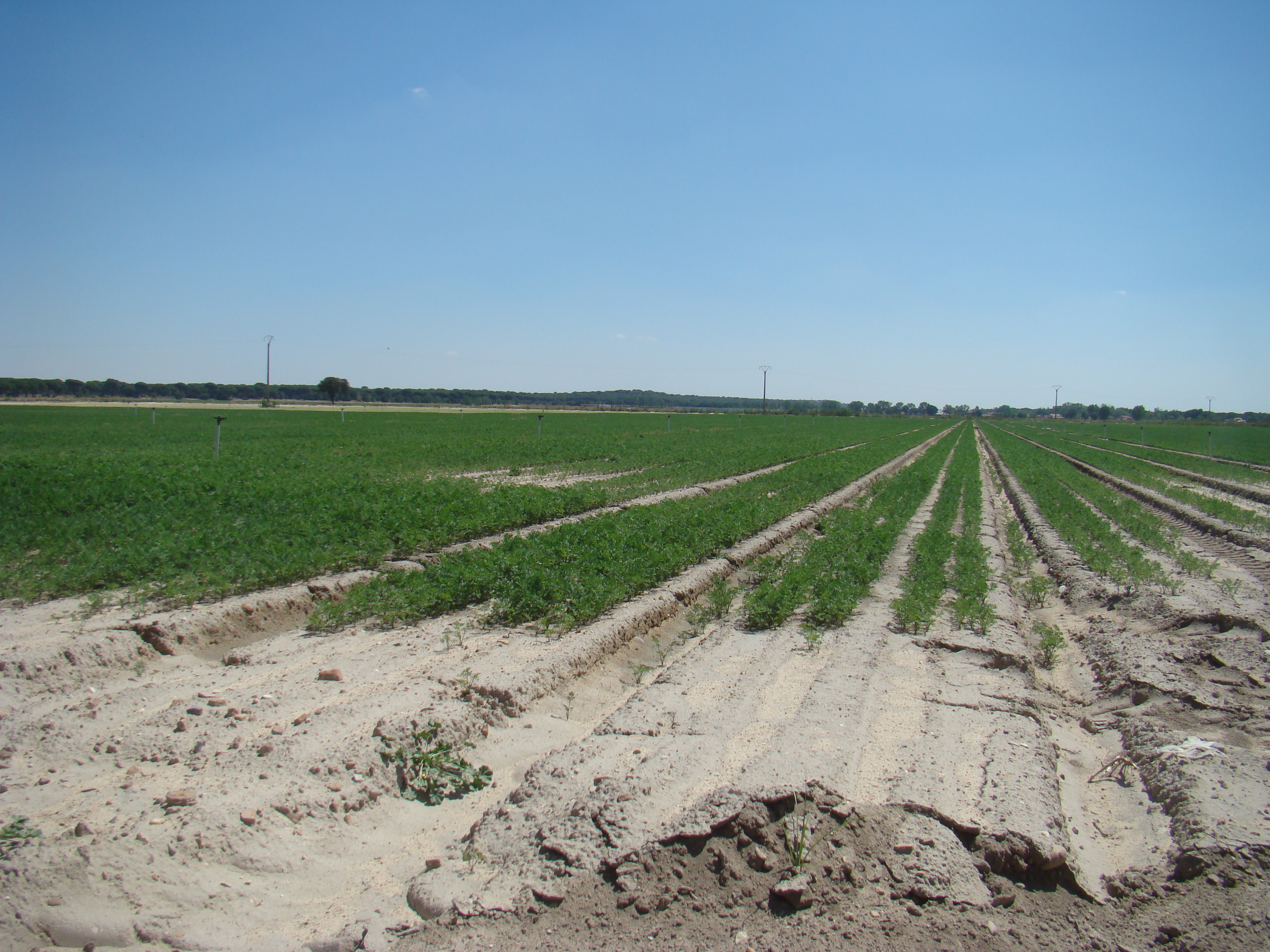
Cultivos en el entorno
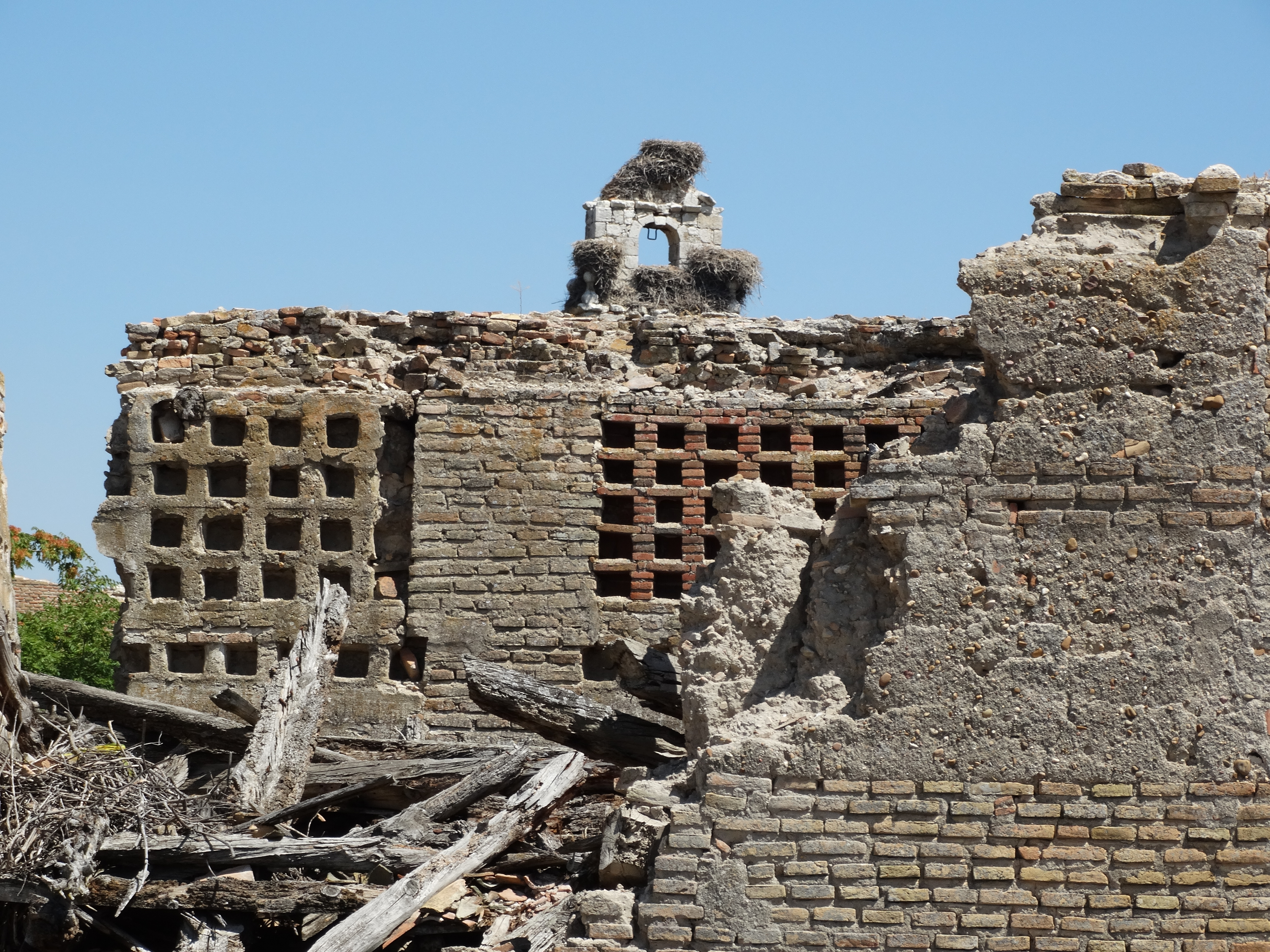
Ruinas del pasado

## Patrimonio

### Cartuja de Nuestra Señora de Aniago
Los orígenes de las pocas ruinas que quedan datan de principios del siglo XV, cuando el obispo de Segovia Juan Vázquez de Cepeda inició la construcción de un hospicio y oratorio para celebrar el rito mozárabe. Años más tarde, la reina María de Aragón, esposa de Juan II, hizo donación del lugar a los monjes cartujos para que fundaran un monasterio. La nueva fundación se mantuvo con vida hasta la primera exclaustración llevada a cabo por los invasores franceses. A partir de la desamortización —a mediados del siglo XIX— el complejo monástico cayó en el abandono.

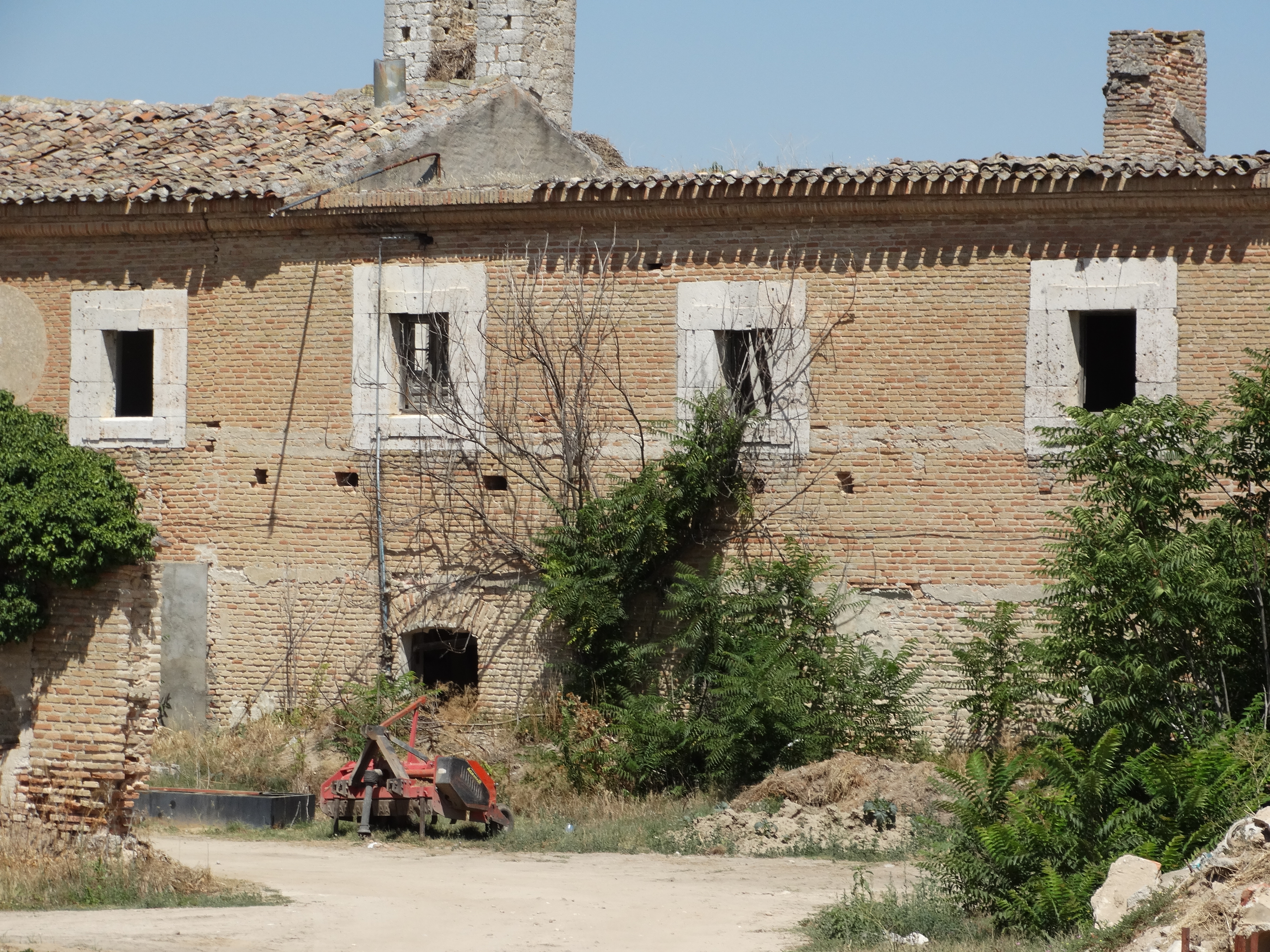
Vista del exterior del claustro cartujo donde estaban las celdas de los monjes

Las obras de la iglesia y claustro comenzaron en 1425 y todo el conjunto fue rematado con la llegada de los cartujos, que expresaban las siguientes necesidades:

una yglesia de nuevo de una nave en que aya tres coros, uno para los monjes, otro para los frayres barbudos, otro para los seglares, ítem un capitulo, e sacristanía, e un claustro pequeño. ítem veynte e quatro celdas para los monjes e doze para los frayres barbudos
Monjes cartujos

La orden de estos monjes era muy austera y sus edificios también. Visto desde fuera el monasterio más parecía una casa de labor que un convento. El de Aniago siguió las reglas y costumbres en la construcción de manera que las celdas estaban ubicadas alrededor del claustro y eran individuales, con un torno para recibir la comida pues los monjes no hacían vida en comunidad y rezaban y comían en solitario. Todo el conjunto monástico estaba protegido por una tapia modesta de mampostería y tapial que cercaba además del monasterio en sí la iglesia vieja y la nueva, las paneras y los edificios para los colonos.

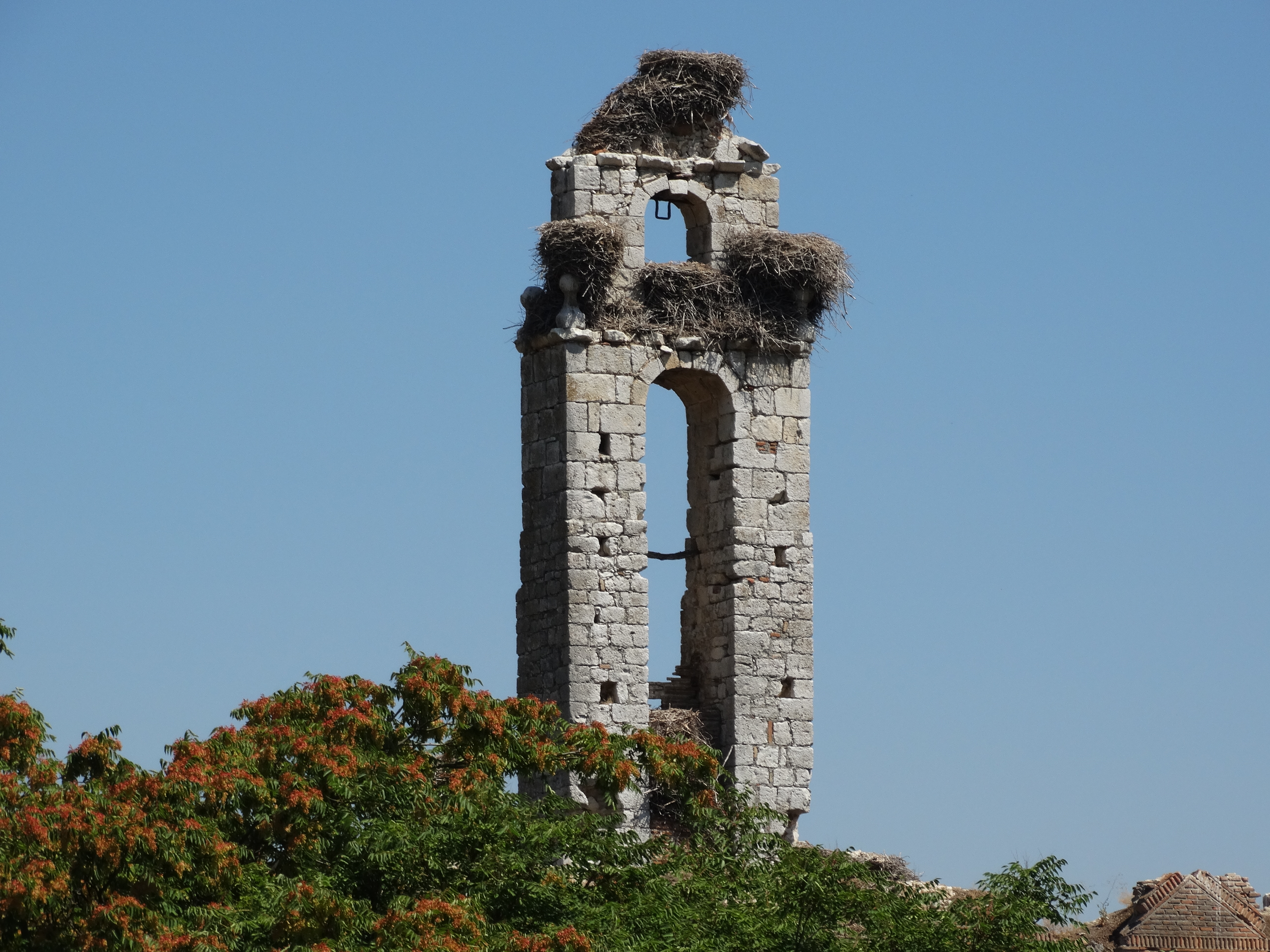
La espadaña

La iglesia era de planta de una sola nave, edificada en sillería y ladrillo, con cabecera poligonal. En el muro norte, y pegada a la cabecera, sobresalía el cuadrado de la sacristía. En el centro del polígono del ábside se adosó a mediados del siglo XVI la capilla de las reliquias, también cuadrada, a la que se llegaba a través del interior.
En el siglo XVIII se adornaron las paredes de la sala capitular y del presbiterio con yeserías barrocas que todavía pueden verse en algunas paredes. De todas las ruinas que quedan de la cartuja, la espadaña es lo más visible y se mantiene en equilibrio desafiando el paso de los siglos. Es de sillería con decoración de bolas.

### Puente sobre el río Adaja

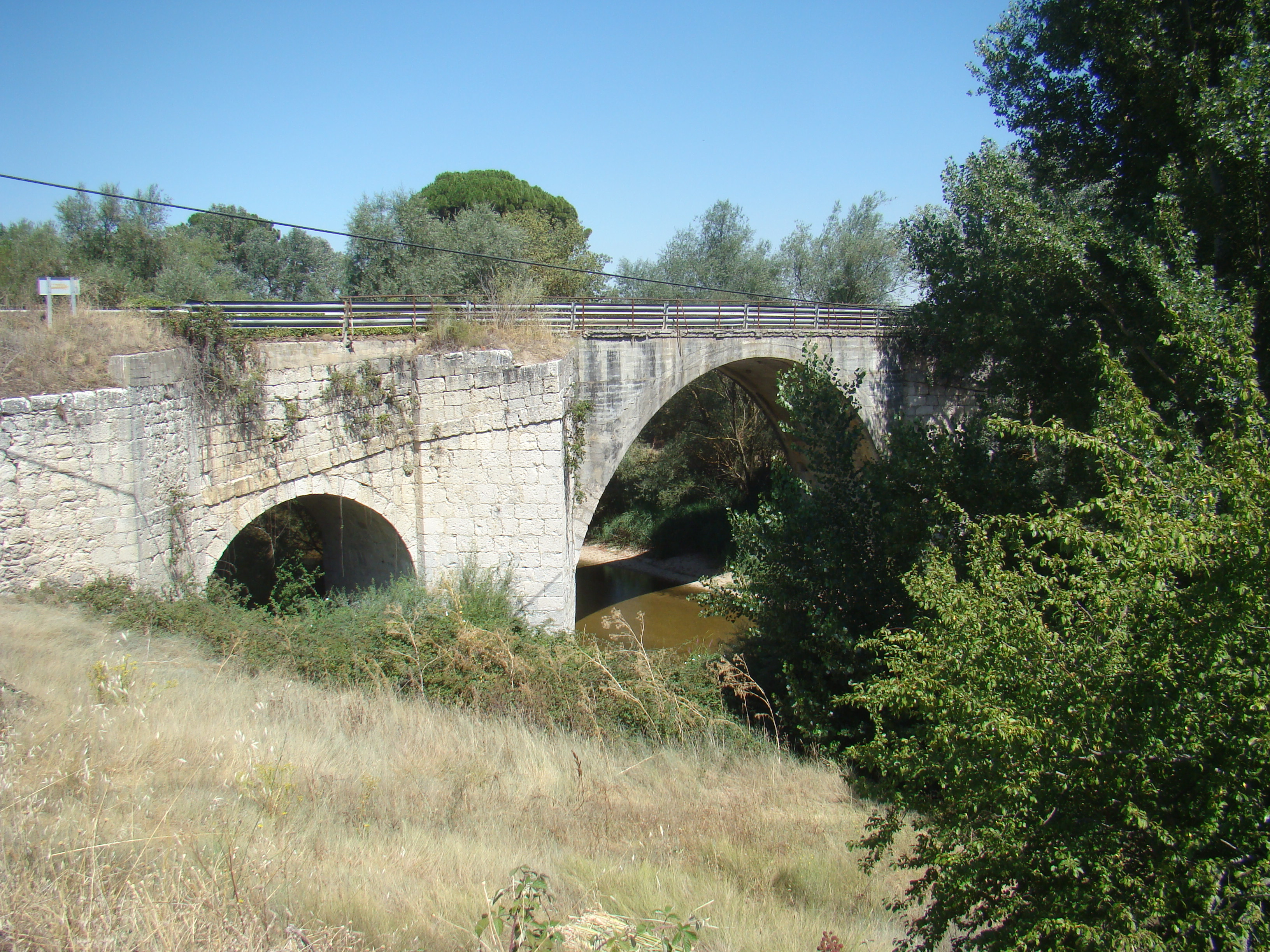
Puente de Aniago sobre el río Adaja

El puente está construido sobre el río Adaja, en el término de lo que fue el poblado de Aniago y durante años se le conoció como <puente de Aniago>. Es de piedra, con tres ojos, el central de mayor altura. En 1496 los Reyes Católicos otorgaron al concejo de Villanueva de Duero una concesión para construir un puente en el lugar conocido como cuesta de Coloma, término de Aniago, para tener camino hacia Valladolid.
Años después el puente debía mostrar algunas deficiencias porque entre 1600 y 1610 se pidió al arquitecto Pedro de Mazuecos el Mozo, en colaboración con Juan de Nates, su total reconstrucción, aunque mantuvieron las consabidas pendientes propias de la construcción de la Edad Media. Durante los siglos XVII y XVIII fue reparado de nuevo por los maestros Pedro Reynaltos y Juan de Carasa y los maestros Pascual y Liborio Casado. El puente tuvo derecho de pontazgo hasta mediado el siglo XIX.
Durante la Guerra de la Independencia Española las tropas aliadas inglesas volaron el ojo central. Los vecinos de Villanueva, Aniago y otros de pueblos de alrededor contribuyeron a remediar el destrozo con vigas bien trabadas que durante años fueron suficientes para facilitar el paso. Este gesto de colaboración les sirvió para que se les concediera la exención del pago de pontazgo. En 1840 el conde de Villariezo subvencionó la restauración del arco demolido y por ello recibió también el derecho a exención del pago de pontazgo sobre el paso del ganado.

### Bodegas

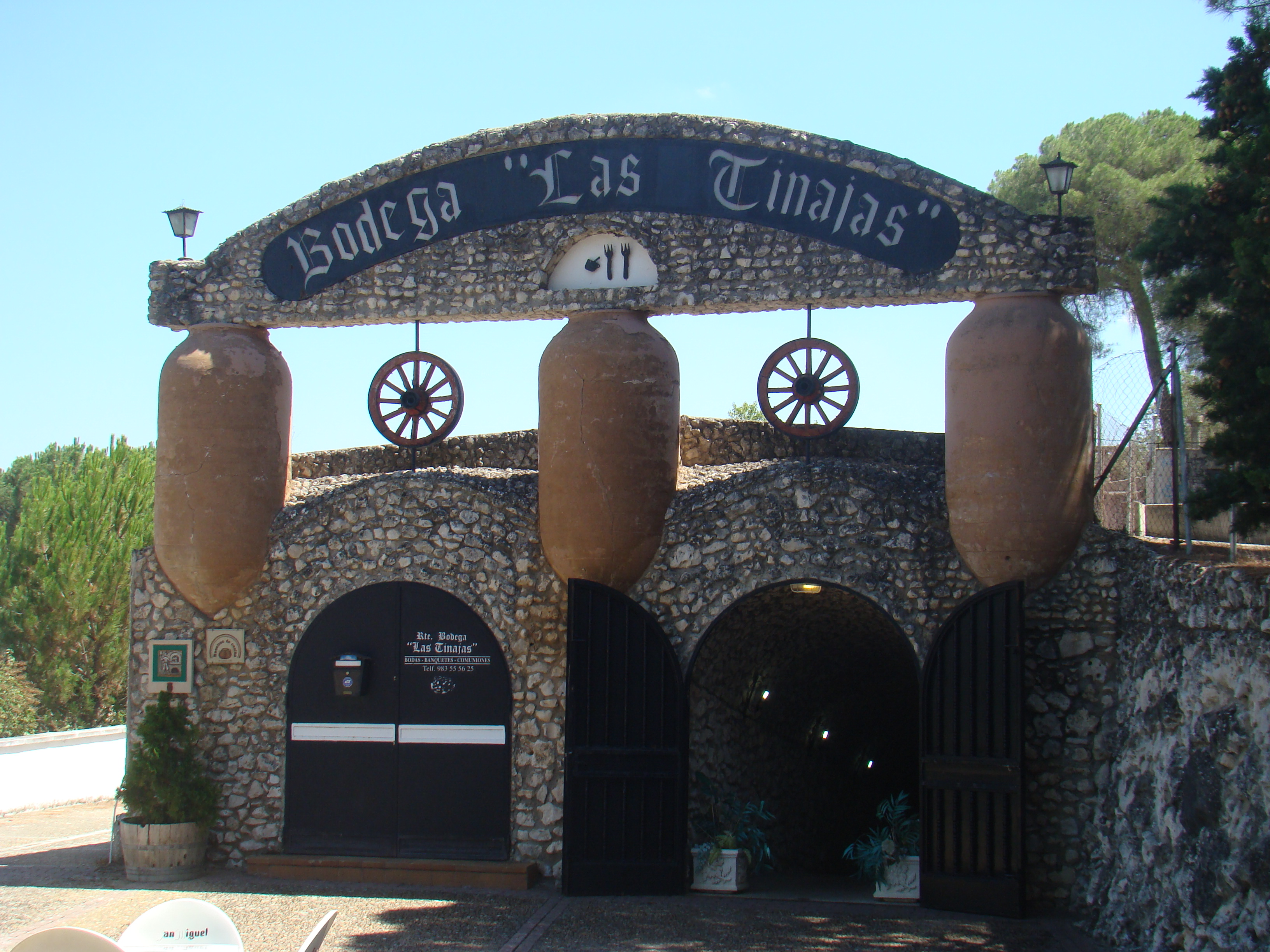
Este merendero llamado Las Tinajas ocupa el mismo lugar que ocuparon las antiguas bodegas del monasterio de Aniago

Los monjes tenían bodegas por diversos puntos de su término incluso en el propio monasterio. La más importante y extensa se hallaba muy cerca del puente y era conocida como «bodega de Aniago». Se guardaba la producción de vino y también la reserva de nieve. Después de la desamortización dejó de usarse hasta que hubo un comprador, Gregorio Pérez, que compró también las tierras y majuelos que se extendían por encima. Años más tarde estas propiedades se vendieron al industrial Antonio Alfonso, que las vendió a su vez a Constancio Núñez, promotor de la urbanización Las Tinajas.
Las bodegas primitivas pasaron a ser patrimonio perdido del que no se ha conservado ni siquiera el nombre. Se sabe de su existencia por los documentos que hablan del monasterio y su economía. En el lugar donde estuvo la bodega hay en el siglo XXI un merendero llamado Las Tinajas y en su entorno la urbanización que tiene el mismo nombre.

### Pesquera y aceñas

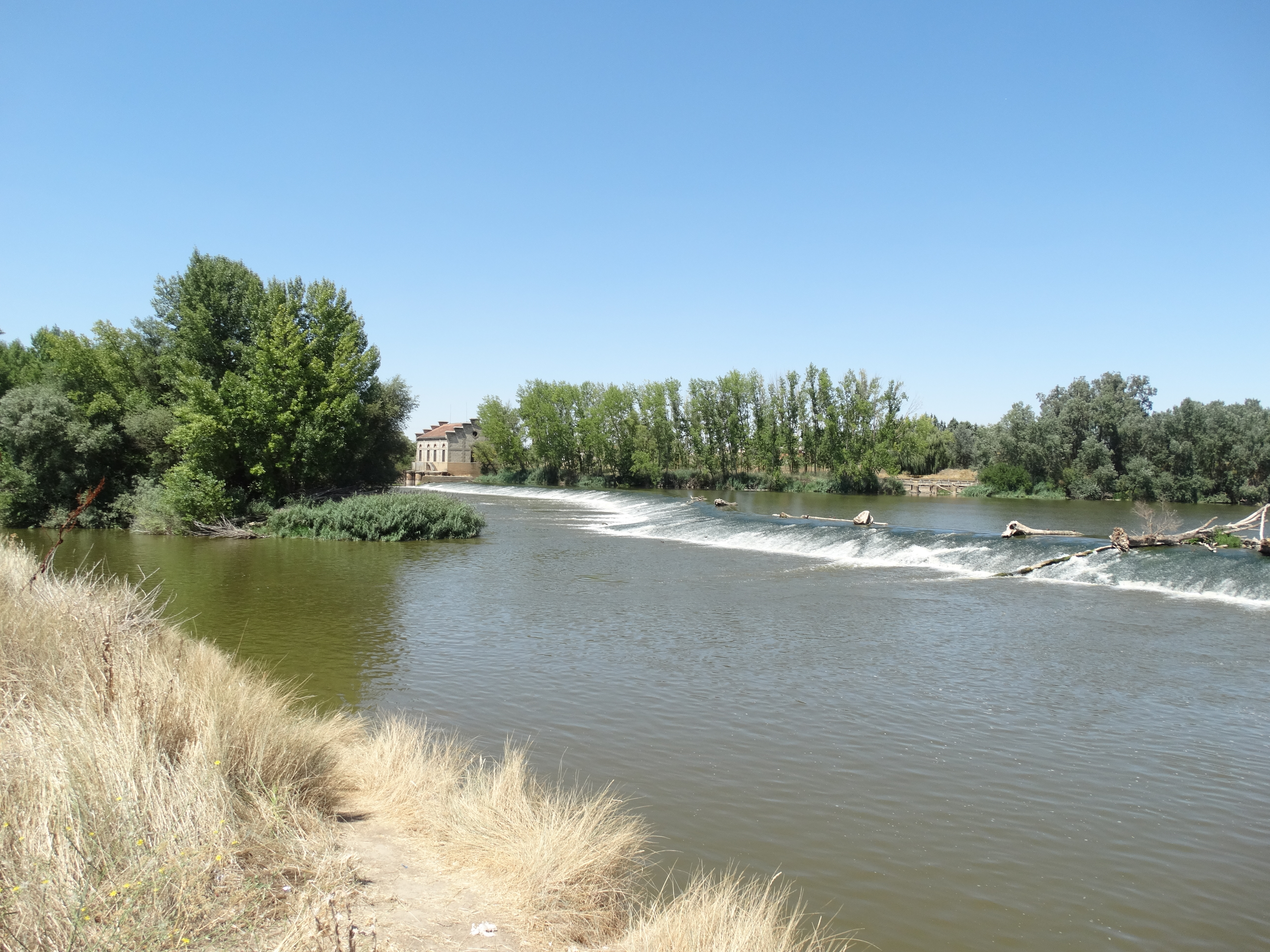
Silueta de la antigua pesquera. Al fondo el edificio de 1930

La primera pesquera perteneciente a Aniago se construyó por voluntad del rey Alfonso VII en beneficio de los monjes de Santo Domingo de Silos, que fueron los primeros frailes que ocuparon este lugar. Acotó para ello en 1135 el tramo del río Duero que va desde la desembocadura del río Pisuerga hasta la del río Adaja. La pesquera ya no está en funcionamiento pero puede verse muy bien su trazado. Une las orillas de Villamarciel y Villanueva de Duero. En la orilla izquierda del Duero estaba la granja o despoblado de Otea, en el término de Villanueva y en la orilla derecha se encontraba el despoblado de Torrepesquera en el término de Villamarciel; justo en este lugar los monjes construyeron las aceñas de las que no queda vestigio alguno. Pero sí queda en el mismo solar el edificio levantado en 1930 como central eléctrica para elevar las aguas del río con destino a regadíos.
Sobre las aceñas se tiene noticia de su existencia y productividad gracias a las respuestas generales del Catastro del marqués de la Ensenada en que se declara: «En cada año se gastaron dos mil ciento cuarenta y cuatro reales en reparaciones menores y seiscientos cuarenta y cuatro reales al año en reparos mayores por lo que solo quedó un beneficio de dos mil reales.»
Dentro de las posesiones que tenía el lugar de Aniago y que salieron a subasta durante la primera mitad del siglo XIX se encontraban las aceñas del término de Villamarciel cuyos lotes fueron:
- Una parada de aceñas (o domus molendinorum), titulada de Torrepesquera, con tres ruedas, canal para el batán y la mitad de la pesquera —la otra mitad pertenecía a Otea—.
- Casa para el molinero.
- Riberas a ambas márgenes del río.
- Doscientos olmos.
- Casa-granja de S. José con diversos majuelos.

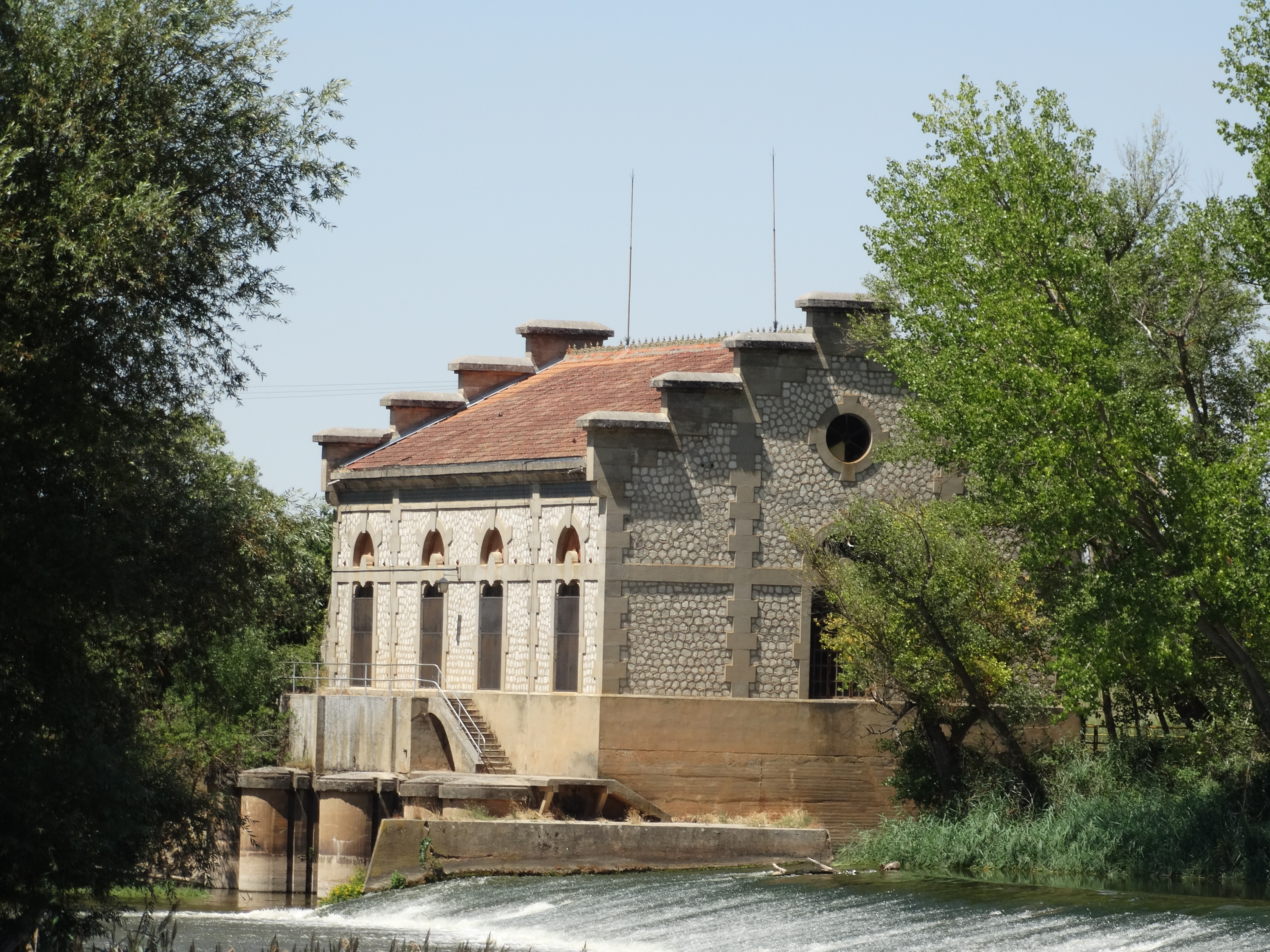
Edificio de 1930

Durante las distintas desamortizaciones, las aceñas pasaron a ser Bienes Nacionales. Puestas a la venta, las compró Máximo Cruz, vecino de Valladolid, que en 1839 las arrendó. Después de este primer comprador pasaron por otros tres propietarios hasta que en 1913 fueron expropiadas para construir un edificio moderno que con su maquinaria elevaría el agua a un canal del término de Villamarciel llamado canal de Tordesillas. Dicho canal se inauguró en 1931 y sirve para el riego de numerosas fincas en los términos de Villamarciel, San Miguel del Pino y Tordesillas. La Confederación Hidrográfica del Duero mantiene el edificio con su maquinaria como recuerdo histórico y como museo.